# Пјер Ларус
Пјер Атаназ Ларус (фр. Pierre Larousse; Туси, 23. октобар 1817 — Париз, 3. јануар 1875) је био француски лексикограф и енциклопедиста</ref> , издавач „Великог светског речника XIX века“ у 17 томова. Издавачка кућа Лароус касније постала једна од најпознатијих у свету.<ref>„VELIKA ILUSTROVANA ENCIKLOPEDIJA LARUS”. prodavnica.crna.gora.me. Архивирано из оригинала 17. 03. 2022. г. Приступљено 21. 1. 2021.

## Биографија
Основао је сопствену издавачку кућу, Либрери Лаурс, у Паризу 1852. године. Објављивао је уџбенике, граматике и речнике али његово главно дело које је одражавало његову жељу да свакога поучи о свачему, био је комбиновани речник и енциклопедија у 17 књига (1866-76).